# Operació Entebbe

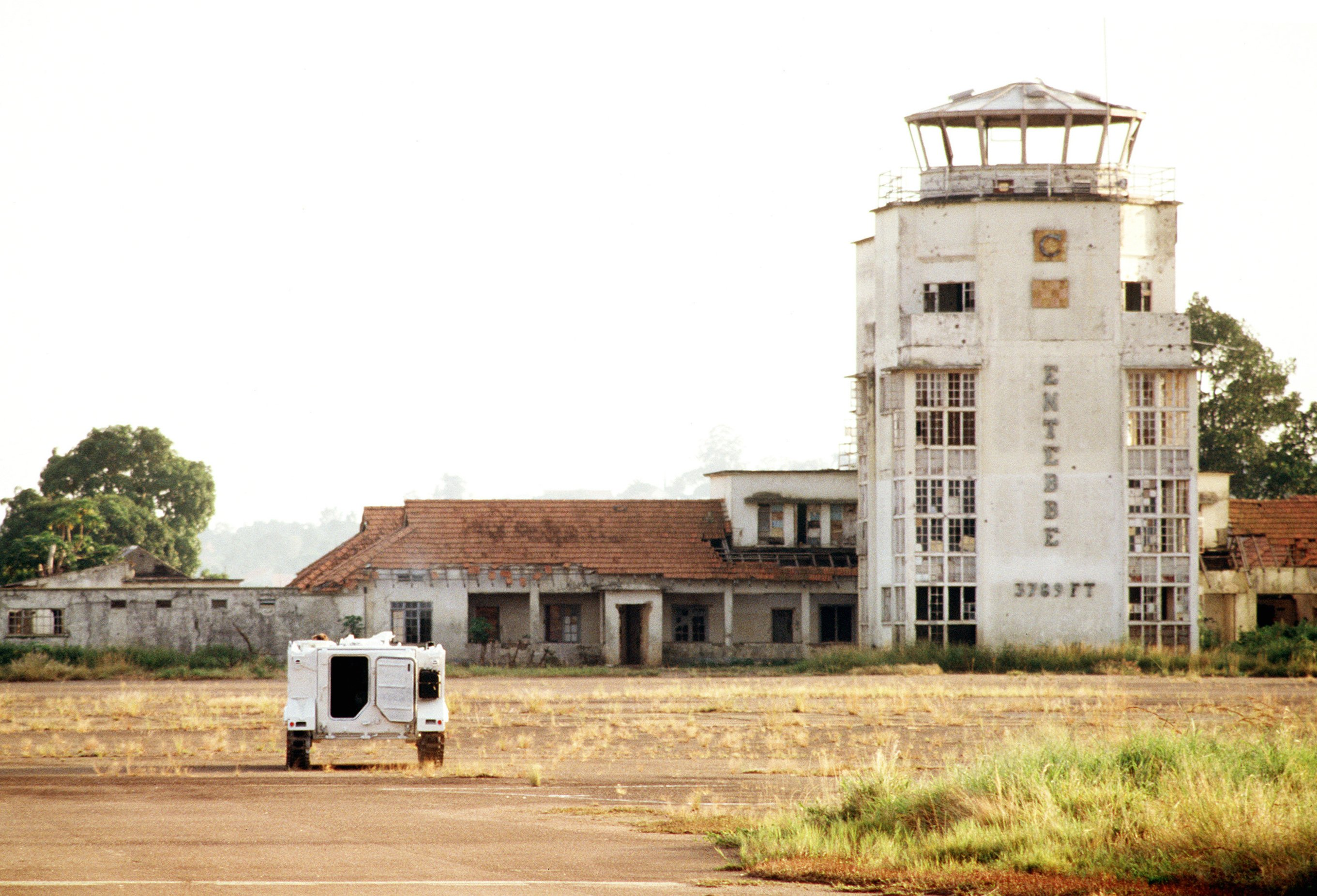
Aeroport internacional d'Entebbe, lloc on es va dur a terme l'operació

L'Operació Entebbe fou una missió de rescat d'ostatges duta a terme per les Forces de Defensa d'Israel (FDI) a l'aeroport d'Entebbe a Uganda el 4 juliol 1976. Una setmana abans, el 27 de juny, una aeronau d'Air France amb 248 passatgers va ser segrestada per terroristes palestins i simpatitzants, i prengué rumb a Entebbe, prop de Kampala, la capital d'Uganda. Poc després de l'aterratge tots els passatgers no jueus van ser alliberats.
Les accions de les FDI es van basar en la informació subministrada per l'agència d'intel·ligència israeliana, el Mossad. L'operació es va planejar a conseqüència del segrest per part de l'organització militant Cèl·lules Revolucionàries (Revolutionäre Zellen) i el Front Popular per a l'Alliberament de Palestina, al costat de l'amenaça dels segrestadors de matar els ostatges si no es complien les seves exigències d'alliberament de presos. El pla també incloïa preparació contra una eventual resistència armada per part de les tropes ugandeses.
L'operació de rescat es va executar a la nit, quan van ser transportats per via aèria 100 comandos d'elit israelians a més de 2.500 km de distància fins a Uganda. L'operació, que va ser planejada durant una setmana, va trigar 53 minuts i es van rescatar 103 ostatges. Cinc comandos israelians van resultar ferits i un altre, el comandant de la unitat d'assalt, tinent coronel Yonatan Netanyahu, va morir durant l'operació. Tots els segrestadors, tres ostatges i quaranta-cinc soldats ugandesos van morir i onze MiG-17 de fabricació soviètica van ser destruïts en terra. Un quart ostatge va ser assassinat per integrants de l'exèrcit ugandès en un hospital pròxim.
El rescat, anomenat Operació Tro, de vegades és anomenat Operació Yonatan en honor del líder de la unitat d'assalt mort, Yonatan Netanyahu, qui era el germà gran de Binyamín Netanyahu, primer ministre de 1996 a 1999 i des de 2009. Com a resultat de l'operació els militars nord-americans van implementar equips de rescat altament entrenats inspirats en l'operació Entebbe. L'intent més notable d'imitar-ho fou l'operació Urpa d'Àguila, un rescat fallit de cinquanta-tres funcionaris retinguts a Teheran durant la crisi dels ostatges a l'Iran.

## Segrest
El 27 de juny de 1976, el vol 139 de Air France, 1 Airbus A300 (Airbus A300B4-203), procedent de Tel-Aviv, Israel, que transportava 248 passatgers i 12 tripulants, es va enlairar d'Atenes amb rumb a París. Poc després de les 12:30 pm, l'avió va ser segrestat per dos palestins del Front Popular per a l'Alliberament de Palestina - Operacions Externes (FPLP-OE) i dos alemanys de les Cèl·lules Revolucionàries alemanyes, Wilfried Böse i Brigitte Kuhlmann. Els segrestadors van desviar l'avió cap a Bengasi, Líbia. Allà hi va romandre durant set hores per proveir-se de combustible. En aquest lapse de temps, una ostatge va ser alliberada, després de fer veure que tenia un avortament. L'aeronau va abandonar Bengasi i a les 3:15 pm del dia 28, més de 24 hores després de la desviació, va arribar a l'aeroport d'Entebbe a Uganda.
A Entebbe, als quatre segrestadors se'ls en van unir com a mínim quatre més, amb el suport de les forces pro-palestines del president d'Uganda, Idi Amin. El grup va exigir l'alliberament de quaranta palestins detinguts a Israel i tretze d'empresonats a Kenya, França, Suïssa i Alemanya Occidental. Van amenaçar que si les seves demandes no es feien efectives, començarien a matar ostatges l'1 de juliol següent. Els segrestadors van dividir els segrestats en dos grups: ciutadans israelians i altres, o jueus i gentils. Els van mantenir durant una setmana a la sala de trànsit de l'Aeroport d'Entebbe. Alguns ostatges van ser alliberats, però 105 passatgers israelians i jueus no israelians van romandre captius. Els segrestadors persistien amb l'amenaça d'assassinar, si l'estat d'Israel no accedia a les seves exigències.
Després de conèixer que els terroristes alliberarien la tripulació i els passatgers no jueus i els obligarien a embarcar-se en un altre avió d'Air France que havia arribat a Entebbe amb aquest propòsit, el comandant del vol 139, Michel Bacos, va advertir als segrestadors que tots els passatgers, inclosos els que encara no s'havien alliberat, eren sota la seva responsabilitat i no els deixaria enrere. Tota la tripulació el va sostenir en la seva decisió. Una monja francesa també es va negar a anar-se'n, i va insistir a ocupar el lloc d'un dels que encara eren presoners. No obstant això els soldats ugandesos la van obligar a pujar a l'avió que havia arribat per endur-se els presoners alliberats. Després d'aquesta operació vuitanta-cinc israelians i jueus van romandre retinguts, més altres vint persones, la majoria tripulants de l'avió.

## Planificació de l'operació
La setmana anterior al rescat, Israel va provar la via diplomàtica per obtenir l'alliberament dels ostatges. Moltes fonts indiquen que el gabinet israelià era preparat per alliberar els ostatges palestins si una operació militar fracassava o era impossible de dur a terme.
Un oficial retirat de les Forces de Defensa d'Israel, Baruch «Burka» Bar-Lev, conegut d'Idi Amin per molts anys i amb el qual es considerava tenia una estreta relació personal, per sol·licitud del govern va intentar trucar moltes vegades amb Amin, a la recerca de l'alliberament dels ostatges. Tanmateix no va reeixir. El govern d'Israel també va realitzar un acostament al govern nord-americà per dirigir un missatge al llavors president egipci, Ànwar el-Sadat, on li demanava que sol·licités d'Amin l'alliberament dels segrestats.
L'1 de juliol, data en què es complia el termini donat pels segrestadors, el govern d'Israel es va oferir a negociar amb ells amb la condició d'estendre el termini fins al 4 de juliol. Amin va demanar ampliar el termini fins al 4 de juliol. Això significava que ell podria emprendre un viatge diplomàtic a Port Louis, Maurici, per tal de lliurar oficialment la presidència de l'Organització per a la Unitat Africana a Seewoosagur Ramgoolam. Aquesta pròrroga en el termini per als ostatges acabaria sent crucial, en proveir el temps suficient a les forces israelianes per tal d'arribar a Entebbe.
El 3 de juliol, el gabinet d'Israel va aprovar la missió de rescat, sota el comandament del major general Yekutiel Adam amb Maten Vilnai com a segon al comandament. El brigadier general Dan Shomron va ser triat per comandar l'operació en terra.

### Intents de solució diplomàtica
A mesura que la crisi d'ostatges progressava, es va intentar unes vegades de negociar per alliberar els segrestats. D'acord amb documents diplomàtics desclassificats, el govern egipci de Sadat intentà negociar amb l'OAP i el govern d'Uganda i un emissari especial, Hanni a Hassan, va ser enviat per negociar a Uganda. No obstant això, qualsevol negociació es va fer innecessària quan es va donar inici a l'operació de rescat.

### Preparatius del rescat
El servei d'intel·ligència israelià Mossad va realitzar un esquema de la ubicació dels ostatges, el nombre de militants i els integrants de l'exèrcit ugandès involucrats, a partir dels detalls brindats pels ostatges alliberats a París. Mentre es preparava el rescat, l'Exèrcit d'Israel va consultar amb la companyia, també israeliana, implicada en la construcció de l'edifici en les dècades de 1960 i 1970. Mentre es planejava l'operació militar es va construir una rèplica parcial de la terminal aeroportuària amb l'ajut de civils que havien participat en la construcció.
Segons una entrevista del 5 de juliol de 2006 de l'Associated Press amb un organitzador del rescat, Moshe Betser, integrants del Mossad van entrevistar exhaustivament els ostatges alliberats. Un d'ells, un jueu d'origen francès, havia estat erròniament alliberat al costat dels altres passatgers no jueus. Betser va dir que aquest home tenia entrenament militar i «una memòria fenomenal», que li va permetre donar informació sobre el nombre i tipus d'armes dels segrestadors, entre altres detalls útils.

### Forces involucrades
Els efectius israelians que van ser desplaçats per a l'operació en terra sumaven aproximadament cent persones i es van organitzar de la següent manera:
- El comando terrestre i equip de control: Aquest petit grup estava conformat pel comandant general de l'operació en terra, brigadier general Shomron i el personal de comunicacions i suport.

- L'equip d'assalt La unitat d'assalt integrada per 29 comandos liderada pel tinent coronel Netanyahu; aquesta força estava composta per integrants de la unitat d'elit Sayeret Matkal i estava encarregada de realitzar l'assalt a la terminal i rescatar els ostatges. El major Betser va liderar una de les dues parts de l'equip i Maten Vilnai va dirigir l'altra.

- L'equip de reforç Havia d'assegurar l'àrea i prevenir que alguna força hostil interferís amb els avions C-130 Hercules i la missió de rescat i de destruir l'esquadró de MiG-17 en terra, per prevenir qualsevol intercepció per part de la Força Aèria d'Uganda. També era carregat de la protecció i assistència en l'abordatge dels ostatges alliberats cap als transports i l'assistència en la recàrrega de combustible dels transports aeris a terra.

## El rescat

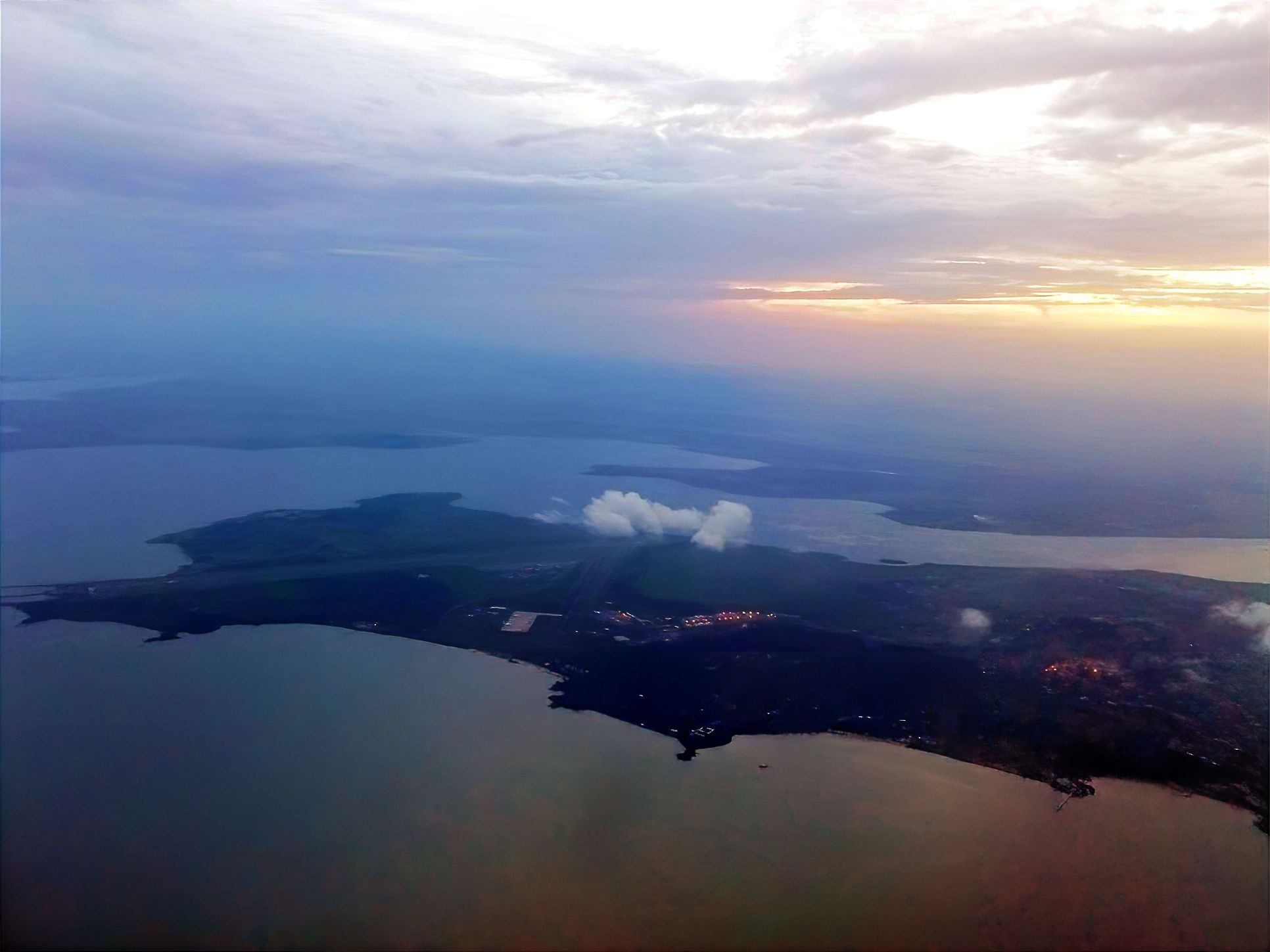
Foto aèria de la ciutat de Entebbe i l'aeroport Internacional d'Entebbe durant una posta de sol.

### Ruta d'atac
L'equip de rescat va emprendre la seva ruta per la península del Sinaí sobre Xarm el-Xeikh seguint la trajectòria sobre la franja internacional de vol del mar Roig en direcció sud-est, volant a una alçada inferior a 30 m per evitar la detecció per part de l'exèrcit d'Egipte, Sudan i Aràbia Saudita. A prop de l'extrem sud del mar Roig els C-130 van posar rumb al sud passant sobre Djibouti. Des d'allà, van arribar a un punt al nord-est de la ciutat de Nairobi a Kenya, després de passar probablement a través de Somàlia i l'Ogaden d'Etiòpia. Després van prendre rumb a l'occident, passant a través de la Gran Vall del Rift i el llac Victòria.
Dos Boeing 707 seguien els avions de càrrega. El primer transportava personal i dispositius mèdics i va aterrar a l'Aeroport Internacional Jomo Kenyatta a Nairobi a Kenya. El comandant de l'operació, general Yekutiel Adam, anava a bord del segon avió, el qual va sobrevolar l'aeroport d'Entebbe durant el rescat.
Els equips israelians van aterrar a Entebbe a les 23:00 Hora Estàndard d'Israel (UTC +2), amb la porta del moll de càrrega oberta. Un Mercedes negre acompanyat de vehicles Land Rover van servir per donar la impressió que la caravana que transportava les tropes israelianes des de les aeronaus de la terminal era l'escorta d'Idi Amin o d'algun un altre alt funcionari. El Mercedes i el seu vehicles d'escorta van ser conduïts ràpidament per l'equip d'assalt cap a l'aeroport de la mateixa manera que ho feia Amin. A la via dos guàrdies ugandesos, que sabien que Amin havia reemplaçat recentment el seu Mercedes negre per un de color blanc, va detenir la caravana de vehicles. Els comandos van disparar als sentinelles amb pistoles proveïdes de silenciadors, però sense matar-ne cap. Mentre s'allunyaven, un dels comandos es va adonar, des d'un dels Land Rover que seguien al Mercedes, que els sentinelles eren vius i els va matar immediatament amb una ràfega del seu rifle d'assalt Kalàixnikov. Com que preveien que els segrestadors haguessin estat alertats prematurament, l'equip d'assalt va haver entrar ràpidament en acció.

### Rescat dels ostatges
Els israelians van saltar dels vehicles i van irrompre a la terminal. Els ostatges eren al saló principal de l'edifici de l'aeroport, just al costat de la pista. Quan entraven a la terminal, els comandos cridaven a través d'un megàfon, «A terra! A terra! Som soldats israelians», tant en hebreu com en anglès. Un jove francès de 19 anys anomenat Jean-Jacques Maimoni, que s'havia identificat com a jueu d'Israel davant els segrestadors tot que tenia un passaport francès, es va posar dret i va morir pels trets dels comandos que el van confondre amb un segrestador. Un altre ostatge, Pasco Cohen de 52 anys, gerent d'una empresa d'assegurances mèdiques, va ser també ferit fatalment per un tirador d'algun dels dos bàndols. Addicionalment, un tercer ostatge, Ida Borochovitch, de 56 anys, jueva d'origen rus que havia emigrat a Israel, va morir en l'intercanvi de trets.

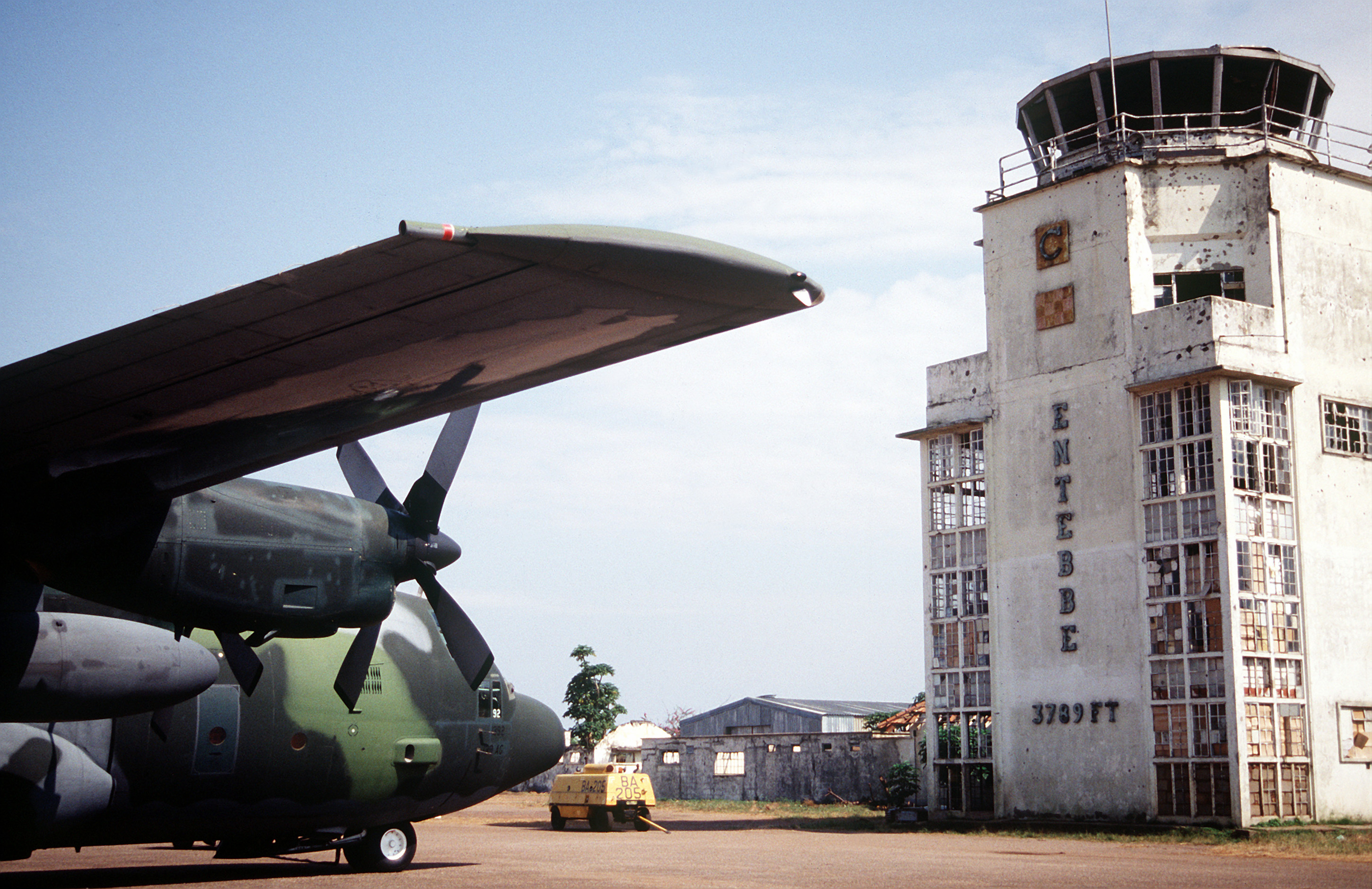
Un C-130 Hercules davant de l'antiga terminal de l'Aeroport de Entebbe després d'arribar amb subministraments destinats als camps de refugiats de Rwandan en 1994. Són encara visibles els forats de bala del rescat de 1976.

En aquest moment, un comando israelià va preguntar en hebreu, «On són els altres?», referint-se als segrestadors. Els ostatges van assenyalar una porta que connectava amb el saló principal de l'aeroport, darrere de la qual els comandos van llançar diverses granades de mà. Posteriorment van entrar-hi i van abatre els tres segrestadors restants, amb la qual cosa es completava l'assalt. Mentrestant els altres tres C-130 Hercules van aterrar i van descarregar transports blindats de personal, els quals s'havien d'utilitzar durant l'hora requerida per a la recàrrega de combustible, la destrucció dels avions de caça a l'aeroport, per tal prevenir la persecució de les aeronaus rescatadores després de la partida d'Entebbe.

### Evacuació
Després del rescat, l'equip d'assalt israelià va retornar a les aeronaus i va començar a portar els ostatges rescatats a bord. Els soldats ugandesos els van disparar durant el procés, des de la torre de control de l'aeroport. Els comandos israelians van tornar el foc amb els seus rifles d'assalt, i infligiren fortes baixes entre els ugandesos. El comandant de l'equip d'assalt Yonatan Netanyahu hi va morir, possiblement a mans d'un tirador ugandès. Fou l'únic militar israelià mort durant l'operació. En finalitzar l'evacuació dels ostatges, van carregar el cos de Netanyahu en un dels Hèrcules i es van enlairar de l'aeroport d'Entebbe. Tota l'operació va durar 53 minuts, l'assalt va durar només 30 minuts i els set segrestadors presents van morir. Almenys cinc comandos israelians van ser ferits. Dels 105 segrestats, tres van morir i aproximadament deu van ser ferits. Un altre segrestat que havia estat portat prèviament a un hospital a Uganda va ser deixat enrere i assassinat posteriorment per ordre d'Idi Amin. Entre 33 i 45 soldats ugandesos van morir durant el rescat i 11 caces MiG-17 de la Força Aèria d'Uganda, van ser destruïts en terra. Els rescatats poc després de l'operació van volar a Israel via Nairobi, Kenya.

### Reacció ugandesa

#### Assassinat de Dora Bloch
Dora Bloch, una immigrant jueva britànica de 75 anys internada a l'hospital Mulago de Kampala, va ser assassinada després del rescat per ordre del govern d'Uganda. L'abril del 1987, Henry Kyemba, fiscal general i  ministre de justícia en aquest moment, va comunicar a la Comissió de Drets Humans d'Uganda que Bloch havia estat arrossegada fora del llit de l'hospital i assassinada per dos militars a les ordres d'Idi Amin. El cos de Bloch va ser dipositat al maleter d'un vehicle amb plaques del servei d'intel·ligència d'Uganda. Les seves restes van ser recuperades prop d'una plantació de sucre a 32 quilòmetres a l'est de Kampala en 1979, després de la Guerra Uganda-Tanzània que va provocar la fi del mandat d'Amin.

#### Assassinat de kenyans
Idi Amin va ordenar l'assassinat de centenars de kenyans que habitaven a Uganda com a revenja pel suport a Israel en el rescat.

## Conseqüències
El govern d'Uganda, liderat pel ministre d'afers exteriors en aquest moment Juma Oris, va convocar més tard a una reunió del Consell de Seguretat de les Nacions Unides en un intent d'aconseguir la condemna oficial pel rescat israelià, per tractar-se d'una violació de la sobirania d'Uganda. Finalment el Consell de Seguretat va declinar emetre qualsevol resolució sobre el tema, i deixà sense condemna Israel i Uganda. En el seu discurs davant el Consell, l'ambaixador d'Israel Chaim Herzog va dir:
| «               | Nosaltres venim amb un simple missatge per al Consell: estem orgullosos del que hem fet perquè vam demostrar al món que per a un país petit en les circumstàncies d'Israel, les quals als membres d'aquest consell els són per ara molt familiars, la dignitat de l'home, la vida humana i la llibertat constitueixen els valors més alts. Estem orgullosos no només perquè hem salvat la vida de més de cent persones innocents -homes, dones i nens- sinó també pel significat del nostre acte per a la causa de la llibertat humana. | » |
| — Chaim Herzog. | |   |

Israel va rebre suport del món occidental per aquesta operació. Alemanya Occidental va qualificar l'operació com «un acte de legítima defensa». Suïssa i França també van elogiar Israel per aquesta operació. També va rebre elogis significatius per part de representants del Regne Unit i els Estats Units, pel que tots dos van anomenar «una operació impossible». Alguns als Estats Units van notar que el rescat va ser realitzat el 4 de juliol de 1976, 200 anys després de la declaració d'independència d'aquest país. En conversa privada amb l'ambaixador israelià Dinitz, Kissinger va emetre crítiques per l'ús d'Israel dels equips dels EUA durant l'operació, però aquestes crítiques no es van fer públiques.
Per negar-se a sortir (i deixar en conseqüència alguns dels seus tripulants com a ostatges) quan els va ser permès pels segrestadors, el pilot Michel Bacos va ser amonestat pels seus superiors d'Air France i va ser suspès de les seves funcions per un temps.
En els anys següents, Betser i els germans Netanyahu - Iddo i Binyamín, tots veterans del Sayeret Matkal - polemitzaren cada cop amb més freqüència en els fòrums públics sobre del culpable del tiroteig inesperat a l'inici de l'operació com a causant de la mort de Yonatan Netanyahu i la pèrdua parcial de la sorpresa.

## Nacionalitat dels segrestats
L'aeronau transportava 260 persones en total, 248 passatgers i 12 tripulants, - dels quals 4 van morir i 10 van resultar ferits.
Els quatre passatgers morts van ser:
1. Jean-Jacques Maimoni: un jueu francès de 19 anys que va romandre dempeus durant l'assalt israelià i va morir en ser confós amb un segrestador pels trets dels comandos.[11]
2. Pasco Cohen: gerent d'una empresa d'assegurances metge de 52 anys que va morir durant el foc creuat entre els militars israelians i els segrestadors.[11]
3. Ida Borochovitch: una immigrant jueva de Rússia de 56 anys que va morir també durant el foc creuat.[11]
4. Dora Bloch: una dona de 75 anys que va ser assassinada a represàlia per ordre del govern ugandès després del rescat a l'hospital Mulago a Kampala, al qual havia estat traslladada abans de l'assalt per complicacions mèdiques. Les seves restes van ser recuperades prop d'una plantació de sucre a 32 quilòmetres a l'orient de Kampala en 1979.[31]

Segons la llista de Air France la majoria de passatgers eren ciutadans d'Israel, França, Estats Units i el Regne Unit. Tots els 105 ostatges eren jueus. La llista completa es presenta a continuació:
| País          | Passatgers | Tripulació | Total |
| ------------- | ---------- | ---------- | ----- |
| Bèlgica       | 4          | 0          | 4     |
| Brasil        | 2          | 0          | 2     |
| Dinamarca     | 2          | 0          | 2     |
| França        | 42         | 11         | 53    |
| Grècia        | 25         | 0          | 25    |
| Alemanya      | 1          | 0          | 1     |
| Israel        | 92         | 0          | 92    |
| Itàlia        | 9          | 0          | 9     |
| Japó          | 1          | 0          | 1     |
| Corea del Sud | 1          | 0          | 1     |
| Espanya       | 5          | 0          | 5     |
| Suècia        | 0          | 1          | 1     |
| Regne Unit    | 30         | 0          | 30    |
| Estats Units  | 34         | 0          | 34    |
| Total         | 248        | 12         | 260   |

## Galeria

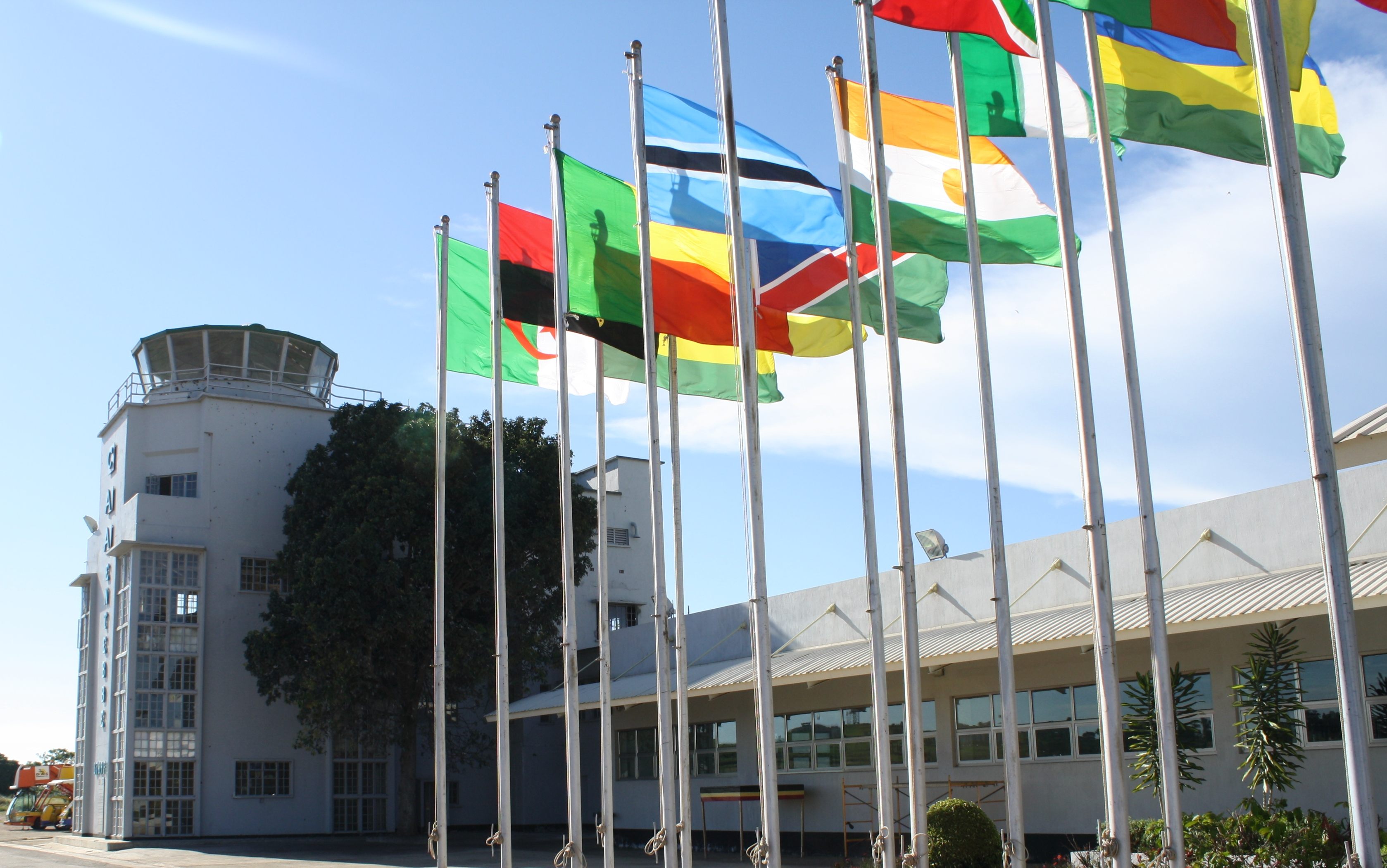
L'antic edifici de la terminal en la seva aparença actual.
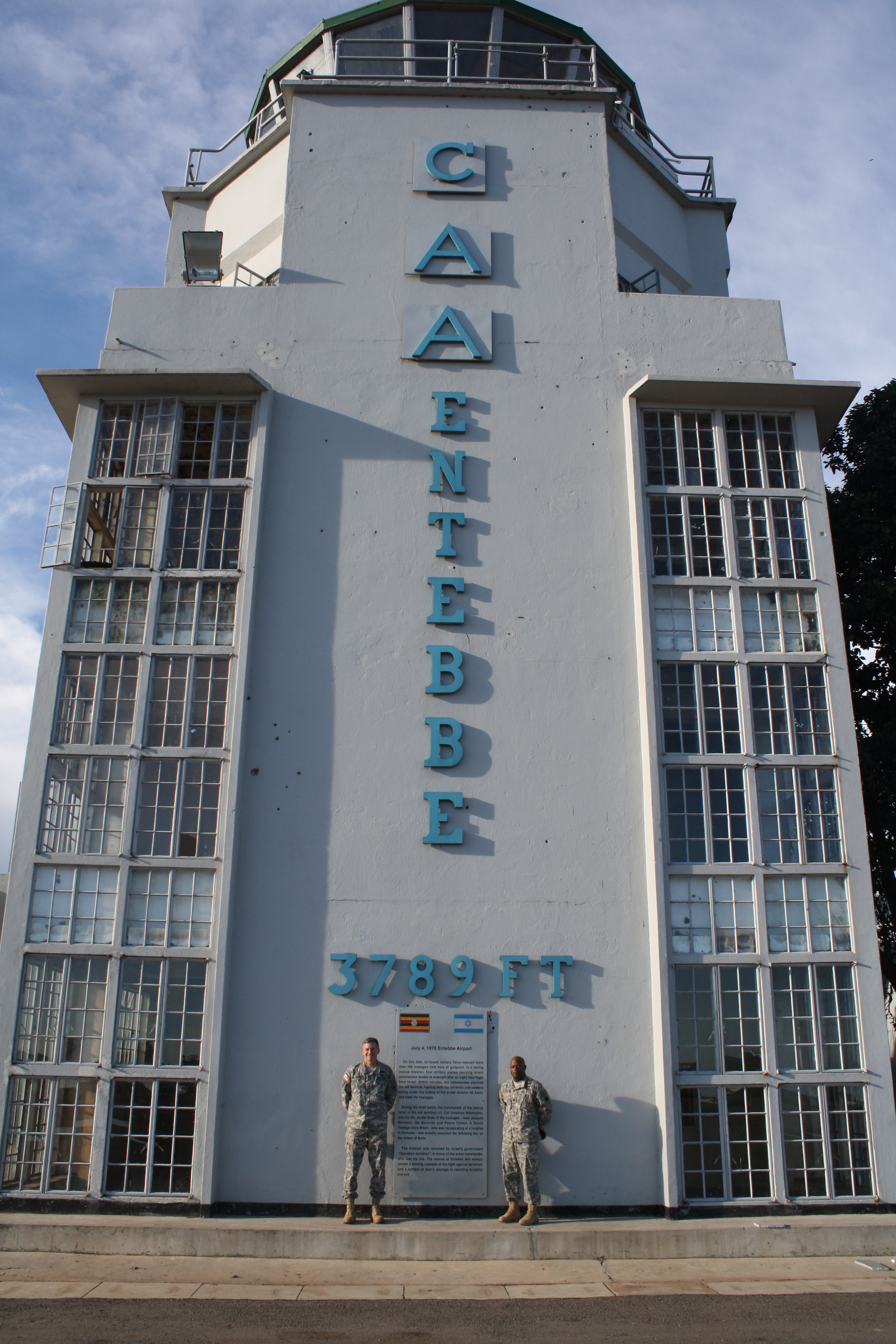
L'antic edifici de la terminal. Vista frontal.
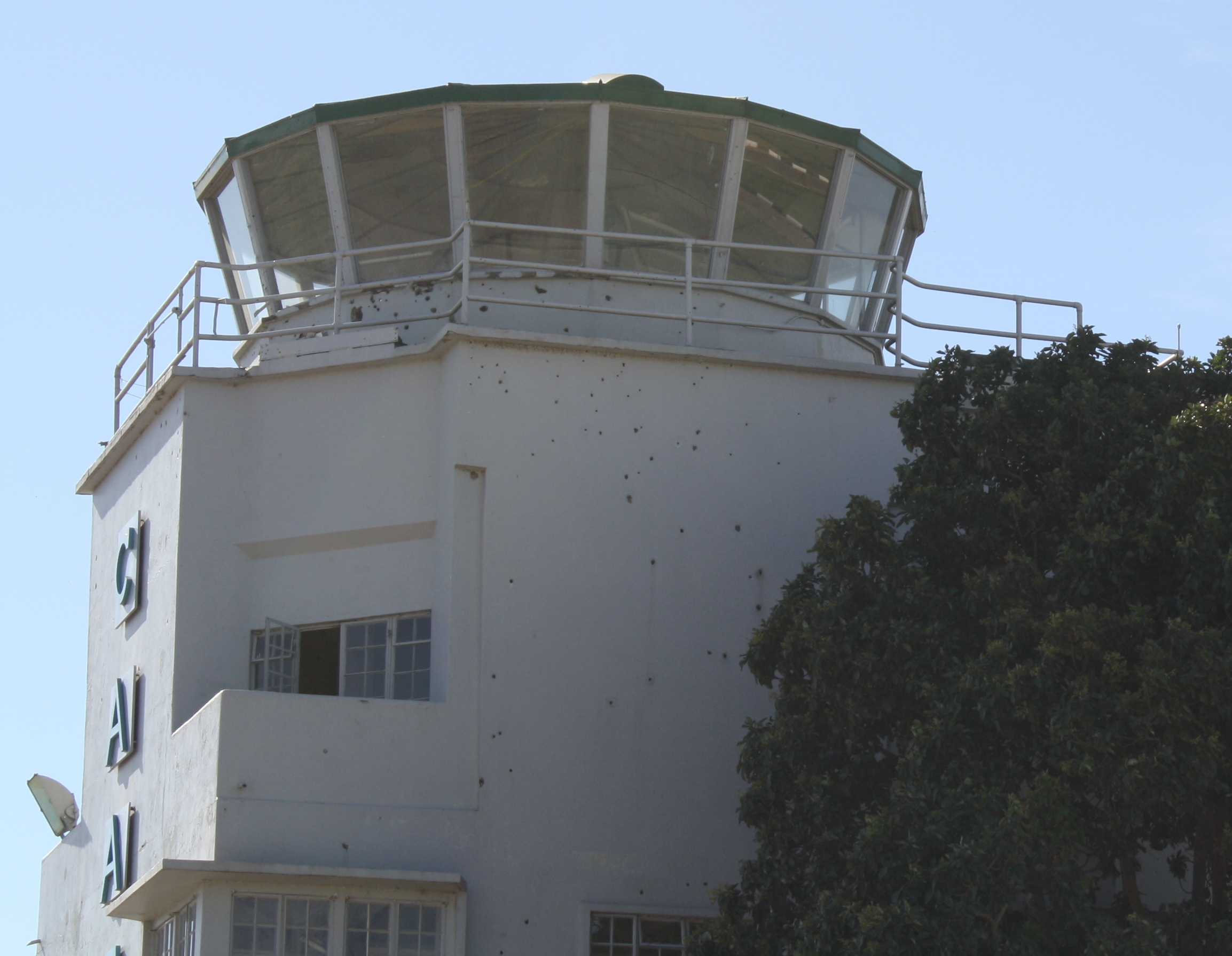
Detall de la torre de control.
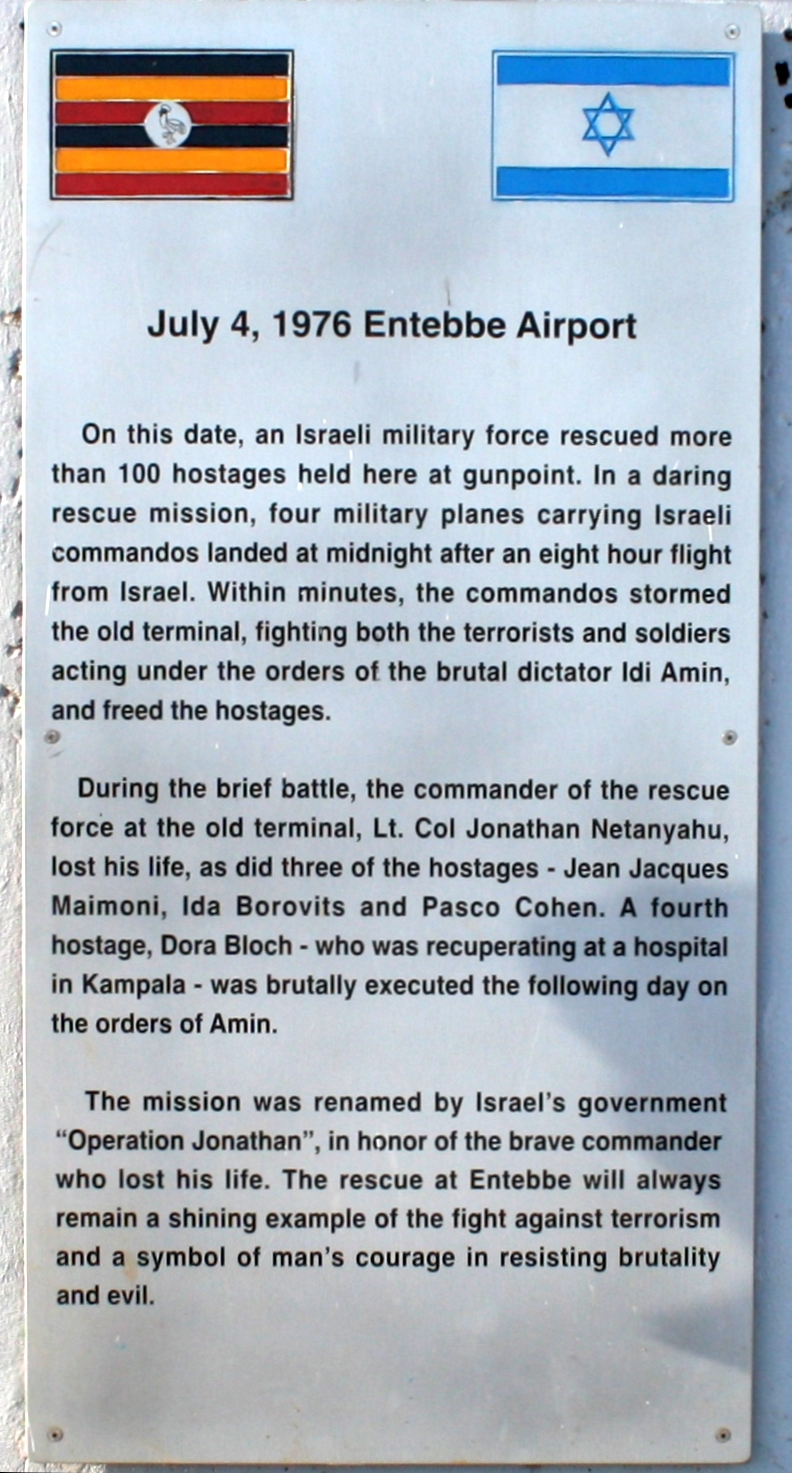
placa commemorativa a l'antic edifici de la terminal.
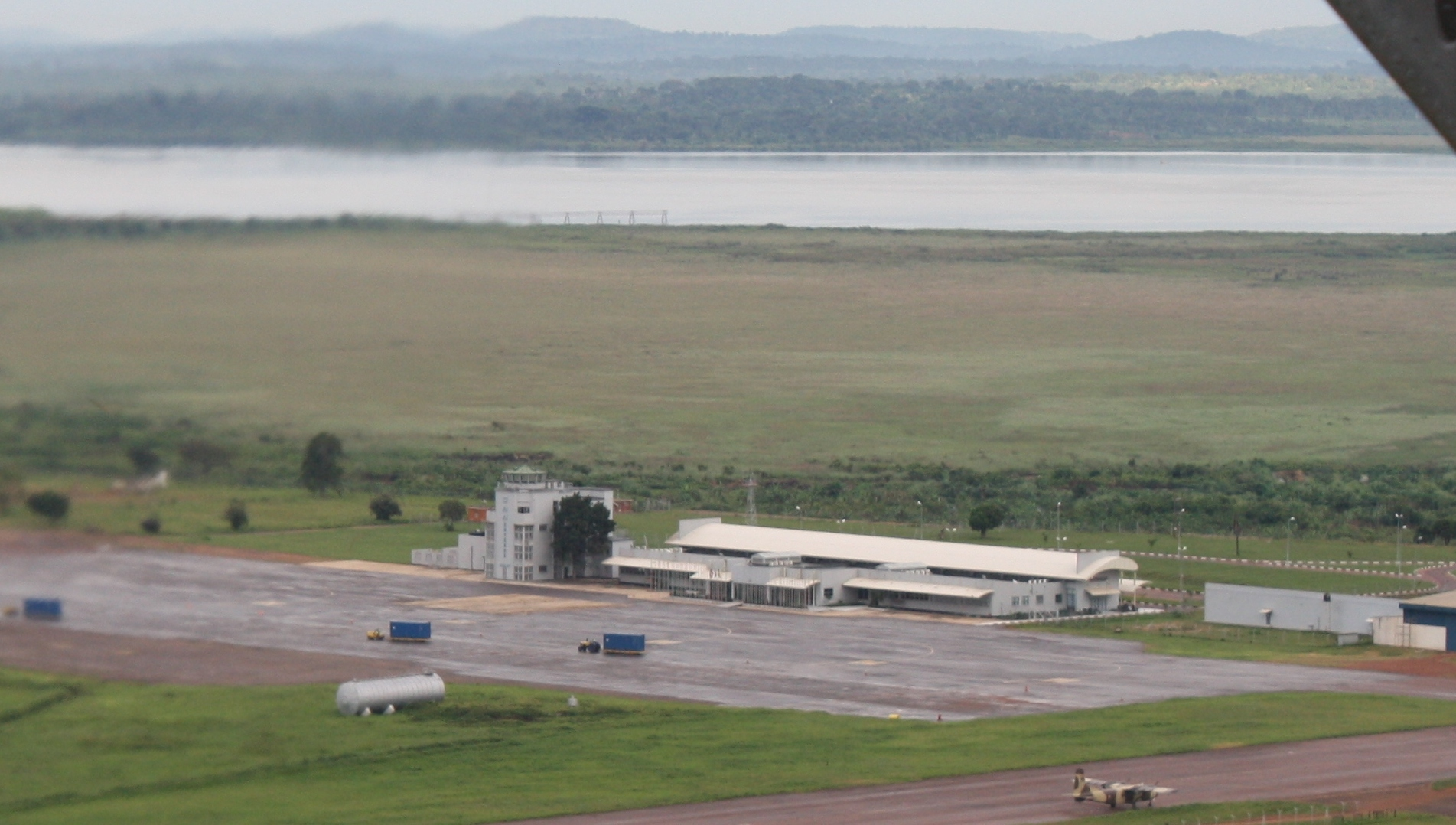
Vista aèria de l'antic edifici de la terminal de l'aeroport d'Entebbe.

## Pel·lícules i documentals
El rescat va ser el tema d'algunes pel·lícules, dues de les quals van ser produccions estatunidenques amb actors dels Estats Units i britànics; l'altra va ser produïda a Israel amb actors israelians en els papers principals. El segrest del vol AF139 d'Air France i el subsegüent rescat va ser caracteritzat en el documental Operation Thunderbolt: Entebbe. A continuació es presenta una llista completa sobre el tema:
- Victory at Entebbe (1976): amb Anthony Hopkins, Burt Lancaster, Elizabeth Taylor i Richard Dreyfuss, director: Marvin J. Chomsky.
- Raid on Entebbe (1977): amb Peter Finch, Horst Buchholz, Charles Bronson, Yaphet Kotto i James Woods, director: Irvin Kershner, productor: Edgar J. Scherick.
- Mivtsa Yonatan  (títol en anglès:  Operation Thunderbolt ) (1977): amb l'israelià Yehoram Gaon com a Yonatan Netanyahu, l'austríac Sybil Danning i l'alemany Klaus Kinski van representar els segrestadors. Director: Menahem Golan.

L'incident va ser tema del documental de 2009, Cohen on the Bridge, del director Andrew Wainrib, qui va obtenir accés sense precedents als comandaments i ostatges supervivents.
Altres representacions inclouen:
- L'operació de rescat d'ostatges de la pel·lícula The Delta Force  (1986) es va inspirar en l'Operació Entebbe.
- L'incident també va aparèixer a Rise and Fall of Idi Amin (1980) i The Last King of Scotland (2006).
- Els documentals Assault on Entebbe (National Geographic Channel) i Entebbe Hostage Rescue (Situation Critical) tracten sobre l'operació de rescat.